# 热胀冷缩

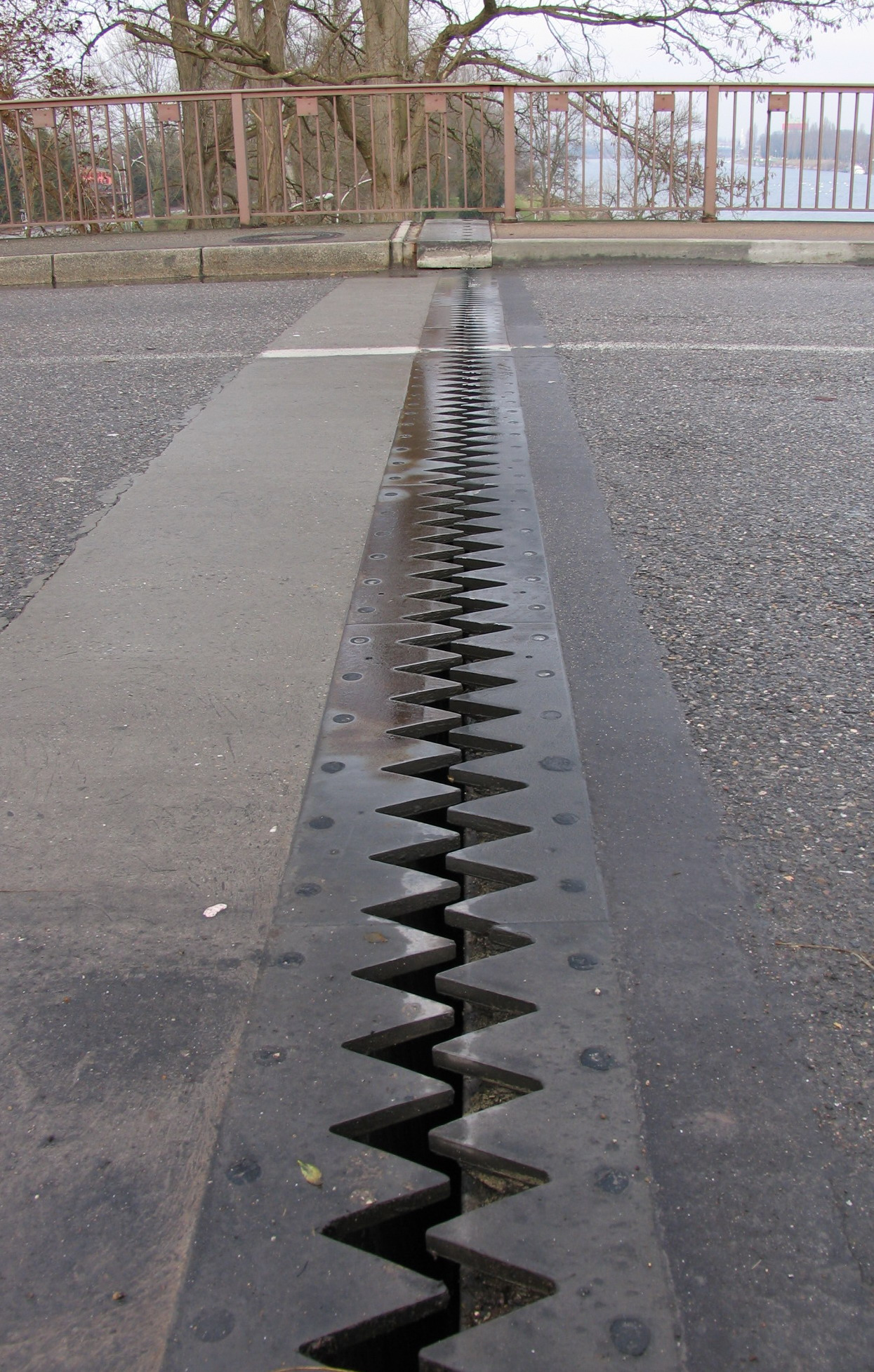
道路橋樑伸縮縫用來避免由於熱脹冷縮損壞。

熱脹冷縮是指物體受熱時會膨脹，遇冷時會收縮的特性，其形狀、體積、密度可能因此改變。由於物體內的粒子的平均動能是溫度的遞增函數，當溫度上升時，粒子的振動幅度加大，令物體膨脹；但當溫度下降時，粒子的振動幅度便會減少，使物體收縮。
熱脹冷縮是一般物體的特性，但是也有反例：4度以下的水、銻、鉍、鎵和青銅等物質，在某些溫度範圍內受熱時收縮，遇冷時會膨脹，恰與一般物體特性相反。因此，水結冰時，冰是先在水面出現。由於鐵軌有熱脹冷縮的特性，因此鐵軌連結時須保持一定距離，避免軌道間互相擠壓導致變形。
每上升單位溫度的相對膨脹率（膨脹幅度與原大小之比）稱為热膨胀系数（英語：coefficient of thermal expansion，簡稱），數值越大代表熱膨脹效應越顯著。此系數亦會隨溫度改變。

## 概述

### 估計膨脹
若系統的状态方程已知，則可推導出任意溫度和压强下熱膨脹的數值，還可計出其他态函数。

### 熱縮冷脹（負熱膨脹）
若干材料在特定溫度範圍內，加熱反而收縮，謂之熱縮冷脹、熱收縮、負熱膨脹。舉例，水的熱膨脹系數，在3.983 °C已跌至零，再降溫則系數變為負。換言之，水在該溫度時，密度取得最大值，傾向下沉。其效果是，即使在長時間零下的季節中，水體較深處仍能保持此溫度。同樣，較純的矽在18至120开尔文之間，熱膨脹系數為負。

### 膨脹的因素
不同於氣體或液體，固體傾向在熱膨脹期間保持自身形狀。
鍵較強時，熱膨脹的效果較弱。同時，高鍵能意味着高熔点，所以高熔點的物料一般膨脹得較不明顯。作為一般規律，液體略比固體膨脹得多，而玻璃又略比晶體膨張得多。於玻璃相變溫度，無定形物料出現重組，使熱膨脹系數和比熱出現獨有的間斷點。此種間斷點使學者得以量度过冷液體變為玻璃的相變溫度。液體轉變成玻璃時，若從外界加熱，深入液體內部的溫度或反而下降，即有一種「加熱反而降溫」的現象。
吸附或脫附水（或其他溶劑）亦可改變一些常見物體的體積。對許多有機物料而言，此效應遠大於熱膨脹。常見塑膠若暴露於水，長遠可膨脹多個百分點。

### 對密度的影響
熱膨脹改變物質粒子間的空間大小，所以會改變其體積，而對質量的影響則可以忽略（若考慮質能等價則不必為零）。如此，物質的密度亦會改變，影響所受浮力。不均勻受熱液體中，前述因素是對流的重要成因，所以說熱膨脹是風和洋流的成因之一。

## 熱膨脹系數
热膨胀系数是溫度每升高一個單位時，物體較原先膨脹的比率。由於物體的大小可以用一個方向的尺寸（長度）或體積衡量，实际应用中，有两种主要的热膨胀系数，分別是：
线性热膨胀系数（coefficient of linear thermal expansion，簡稱，线胀系数）
{\displaystyle \alpha ={\frac {1}{L}}\cdot {\frac {\mathrm {d} L}{\mathrm {d} T}}\approx {\frac {1}{L}}\cdot {\frac {\Delta L}{\Delta T}},}
和体积热膨胀系数：
{\displaystyle \gamma ={\frac {1}{V_{0}}}\left({\frac {\partial V}{\partial T}}\right)_{p},}
其中下標{\displaystyle p}表示保持壓強不變。线胀系数是指固态物质当温度改变1 K（°C亦同）时，其长度的变化和原长度的比值。各物体的线胀系数不同，一般金属的线胀系数约在10−6 K−1的量級。
大多数情况之下，此系数为正值。也就是说温度升高体积扩大。但是也有例外，当水在0到4摄氏度之间，会出现反膨胀。而一些陶瓷材料在温度升高情况下，几乎不发生几何特性变化，其热膨胀系数接近0。
對各向同性物料，線膨脹系數{\displaystyle \alpha }與體膨脹系數{\displaystyle \gamma }的關係為{\displaystyle \gamma =3\alpha }。
對常見物料如金屬和化合物，熱膨脹系數與熔點{\displaystyle T_{\mathrm {m} }}大致成反比。舉例對金屬有
{\displaystyle \alpha \approx {\frac {0.020}{T_{\mathrm {m} }}},}
而對卤化物和氧化物則有
{\displaystyle \alpha \approx {\frac {0.038}{T_{\mathrm {m} }}}-7.0\cdot 10^{-6}\,\mathrm {K} ^{-1}.}

## 例子
气体为理想气体。
| 常見固体的线性热膨胀系数α                     | 常見固体的线性热膨胀系数α |
| 物质                                          | 10−6/K @ 20 °C            |
| --------------------------------------------- | ------------------------- |
| 铝                                            | 23.2                      |
| 纯铝                                          | 23.0                      |
| 锑                                            | 10.5                      |
| 芳纶                                          | -4.1                      |
| 铍                                            | 12.3                      |
| 水泥                                          | 6 - 14                    |
| 铅                                            | 29.3                      |
| 镉                                            | 41.0                      |
| 铬                                            | 6.2                       |
| 钻石                                          | 1.3                       |
| 冰, 0 °C                                      | 51.0                      |
| 铁                                            | 12.2                      |
| 锗                                            | 6.0                       |
| 玻璃（窗玻璃）                                | 7.6                       |
| 玻璃（工业玻璃）                              | 4.5                       |
| 玻璃（普通）                                  | 7.1                       |
| 玻璃（硼矽酸鹽玻璃, Duran玻璃, 派热克斯玻璃） | 3.25                      |
| 玻璃（Quarzglas）                             | 0.5                       |
| 玻璃陶瓷（Zerodur）                           | < 0.1                     |
| 金                                            | 14.2                      |
| 花岗岩                                        | 3.0                       |
| 石墨                                          | 2.0                       |
| 灰铸铁                                        | 9.0                       |
| 木头, Eiche                                   | 8.0                       |
| 不变钢                                        | 1.7-2.0                   |
| 铱                                            | 6.5                       |
| 食盐                                          | 40.0                      |
| 碳纤维（HM 35 in Längsrichtung）              | -0.5                      |
| 康铜                                          | 15.2                      |
| Kovar                                         | ~ 5                       |
| 铜                                            | 16.5                      |
| 镁                                            | 26.0                      |
| 锰                                            | 23.0                      |
| 砖                                            | 5.0                       |
| 黄铜                                          | 18.4                      |
| 钼                                            | 5.2                       |
| 新银                                          | 18.0                      |
| 镍                                            | 13.0                      |
| 铂                                            | 9.0                       |
| 尼龙                                          | 120.0                     |
| 聚甲基丙烯酸甲酯（PMMA）                      | 85.0                      |
| 聚氯乙烯（PVC）                               | 80.0                      |
| 瓷器                                          | 3.0                       |
| 银                                            | 19.5                      |
| 锡                                            | 22.0                      |
| 钢                                            | 13.0                      |
| 不锈钢                                        | 14.4-16.0                 |
| 钛                                            | 10.8                      |
| 铋                                            | 14.0                      |
| 钨                                            | 4.5                       |
| 锌                                            | 36.0                      |
| 矽                                            | 2.5                       |

| 常見液体的体积热膨胀系数γ | 常見液体的体积热膨胀系数γ |
| 物质                      | 10−3/K @ 20 °C            |
| ------------------------- | ------------------------- |
| 酒精（乙醇）              | 1.10                      |
| 丙酮                      | 1.43                      |
| 汽油                      | 1.06                      |
| 苯                        | 1.23                      |
| 氯仿（三氯甲烷）          | 1.28                      |
| 果酸                      | 1.07                      |
| 乙醚                      | 1.62                      |
| 乙酸乙酯                  | 1.38                      |
| 甘油（丙三醇）            | 0.49                      |
| 甲醇                      | 1.10                      |
| 礦物油（液壓油）          | 0.70                      |
| 石蜡                      | 0.76                      |
| 煤油                      | 0.96                      |
| 水银                      | 0.18                      |
| 松节油                    | 1.00                      |
| 四氯化碳                  | 1.22                      |
| 甲苯                      | 1.12                      |
| 水                        | 0.21                      |

## 外部連結
- Glass Thermal Expansion （页面存档备份，存于） Thermal expansion measurement, definitions, thermal expansion calculation from the glass composition
- Water thermal expansion calculator （页面存档备份，存于）
- DoITPoMS Teaching and Learning Package on Thermal Expansion and the Bi-material Strip （页面存档备份，存于）
- Engineering Toolbox – List of coefficients of Linear Expansion for some common materials （页面存档备份，存于）
- Article on how αV is determined （页面存档备份，存于）
- MatWeb: Free database of engineering properties for over 79,000 materials （页面存档备份，存于）
- USA NIST Website – Temperature and Dimensional Measurement workshop （页面存档备份，存于）
- Hyperphysics: Thermal expansion （页面存档备份，存于）
- Understanding Thermal Expansion in Ceramic Glazes （页面存档备份，存于）